# International Championship
Die International Championship ist ein Snooker-Ranglistenturnier der World Snooker Tour.

## Geschichte
Das Turnier wurde 2012 ins Leben gerufen. Neben dem Shanghai Masters, dem Wuxi Classic sowie den China Open und den Haikou World Open ist es das fünfte Ranglistenturnier in China. In den ersten drei Jahren fand das Turnier im zentral gelegenen Chengdu statt. Dabei wechselte der Austragungsort zwischen Tennis Center und Music Park.
Ab 2015 fand das Turnier 5 Jahre lang in Daqing statt, in der Provinz Heilongjiang im Nordosten Chinas. Ursprünglich waren für die International Championship bis 2020 vertragliche Vereinbarungen getroffen worden, in diesem Jahr kam es jedoch zur COVID-19-Pandemie mit weltweiten Auswirkungen. Die Profitour fand eine Saison lang nur in Großbritannien statt, aufgrund restriktiver Einreisebestimmungen wurden in China sogar drei Jahre lang keine internationalen Turniere ausgetragen. Erst zur Saison 2023/24 fielen die Beschränkungen und die International Championship war eines von drei Turnieren in China, die in den Turnierkalender zurückkehrten. Das Turnier zog in die südöstlich der Hauptstadt Peking gelegene Hafenstadt Tianjin um. Im Jahr darauf wechselte es erneut nach Nanjing im Osten der Volksrepublik.

## Sieger
| Jahr                                                  | Austragungsort                                        | Sieger                                                | Ergebnis                                              | Finalist                                              | Hauptsponsor                                          | Saison                                                |
| International Championship – Ranglistenturnier-Status | International Championship – Ranglistenturnier-Status | International Championship – Ranglistenturnier-Status | International Championship – Ranglistenturnier-Status | International Championship – Ranglistenturnier-Status | International Championship – Ranglistenturnier-Status | International Championship – Ranglistenturnier-Status |
| ----------------------------------------------------- | ----------------------------------------------------- | ----------------------------------------------------- | ----------------------------------------------------- | ----------------------------------------------------- | ----------------------------------------------------- | ----------------------------------------------------- |
| 2012                                                  | Chengdu – Sichuan International Tennis Center         | Judd Trump                                            | 10:8                                                  | Neil Robertson                                        | –                                                     | 2012/13                                               |
| 2013                                                  | Chengdu – Chengdu Eastern Music Park                  | Ding Junhui                                           | 10:9                                                  | Marco Fu                                              | –                                                     | 2013/14                                               |
| 2014                                                  | Chengdu – Sichuan International Tennis Center         | Ricky Walden                                          | 10:7                                                  | Mark Allen                                            | –                                                     | 2014/15                                               |
| 2015                                                  | Daqing – Baihu Media Broadcasting Centre              | John Higgins                                          | 10:5                                                  | David Gilbert                                         | –                                                     | 2015/16                                               |
| 2016                                                  | Daqing – Baihu Media Broadcasting Centre              | Mark Selby                                            | 10:1                                                  | Ding Junhui                                           | –                                                     | 2016/17                                               |
| 2017                                                  | Daqing – Baihu Media Broadcasting Centre              | Mark Selby                                            | 10:7                                                  | Mark Allen                                            | Oppo Electronics                                      | 2017/18                                               |
| 2018                                                  | Daqing – Baihu Media Broadcasting Centre              | Mark Allen                                            | 10:5                                                  | Neil Robertson                                        | Oppo Electronics                                      | 2018/19                                               |
| 2019                                                  | Daqing – Baihu Media Broadcasting Centre              | Judd Trump                                            | 10:3                                                  | Shaun Murphy                                          | –                                                     | 2019/20                                               |
| –                                                     |                                                       |                                                       |                                                       |                                                       |                                                       |                                                       |
| 2023                                                  | Tianjin – People’s Stadium                            | Zhang Anda                                            | 10:6                                                  | Tom Ford                                              | Du Xiaoman                                            | 2023/24                                               |
| 2024                                                  | Nanjing                                               | Ding Junhui                                           | 10:7                                                  | Chris Wakelin                                         | –                                                     | 2024/25                                               |